# Hoàng Hạc Lâu (thơ Thôi Hiệu)

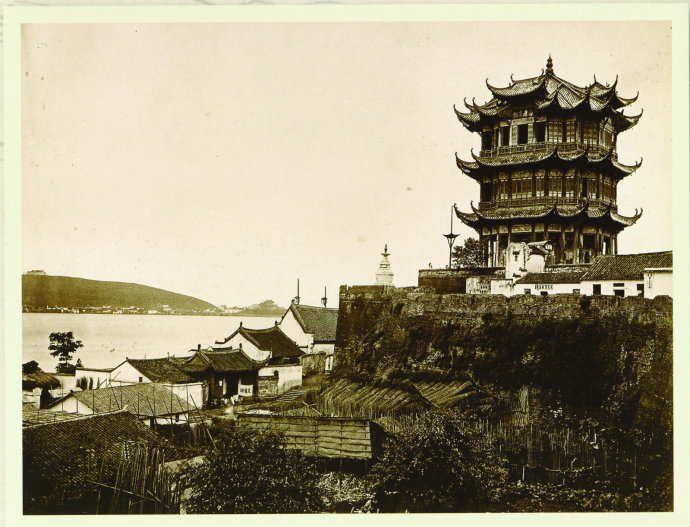
Lầu Hoàng Hạc, ảnh chụp những năm 1920

Hoàng Hạc Lâu là bài thơ nổi tiếng của Thôi Hiệu (崔顥), một nhà thơ thời nhà Đường. Tương truyền rằng, Lý Bạch khi đến Hoàng Hạc Lâu định làm thơ, đã thấy thơ Thôi Hiệu đề trên vách, đọc xong, vứt bút, ngửa mặt than rằng:
| Nhãn tiền hữu cảnh đạo bất đắc Thôi Hiệu đề thi tại thượng đầu... | Dịch nghĩa: Trước mắt thấy cảnh không tả được Vì Thôi Hiệu đã đề thơ trên đầu |

## Chữ Hán - Phiên âm - Dịch nghĩa
| Chữ Hán 黃鶴樓 昔人已乘黃鶴去， 此地空餘黃鶴樓。 黃鶴一去不復返， 白雲千載空悠悠。 晴川歷歷漢陽樹， 芳草萋萋鸚鵡洲。 日暮鄉關何處是， 煙波江上使人愁。 | Hán-Việt Hoàng Hạc Lâu Tích nhân dĩ thừa hoàng hạc khứ, Thử địa không dư Hoàng Hạc Lâu. Hoàng hạc nhất khứ bất phục phản, Bạch vân thiên tải không du du. Tình xuyên lịch lịch Hán Dương thụ, Phương thảo thê thê Anh Vũ châu. Nhật mộ hương quan hà xứ thị, Yên ba giang thượng sử nhân sầu. | Dịch nghĩa Lầu Hoàng Hạc Người xưa đã cưỡi hạc vàng bay đi, Nơi đây chỉ còn lại lầu Hoàng Hạc Hạc vàng một khi bay đi đã không trở lại Mây trắng ngàn năm vẫn phiêu diêu trên không Mặt sông lúc trời tạnh, phản chiếu cây cối Hán Dương rõ mồn một Cỏ thơm trên bãi Anh Vũ mơn mởn xanh tươi Trời về chiều tối, tự hỏi quê nhà nơi đâu? Trên sông khói tỏa, sóng gợn, khiến buồn lòng người! |

## Chữ "khứ" (去)

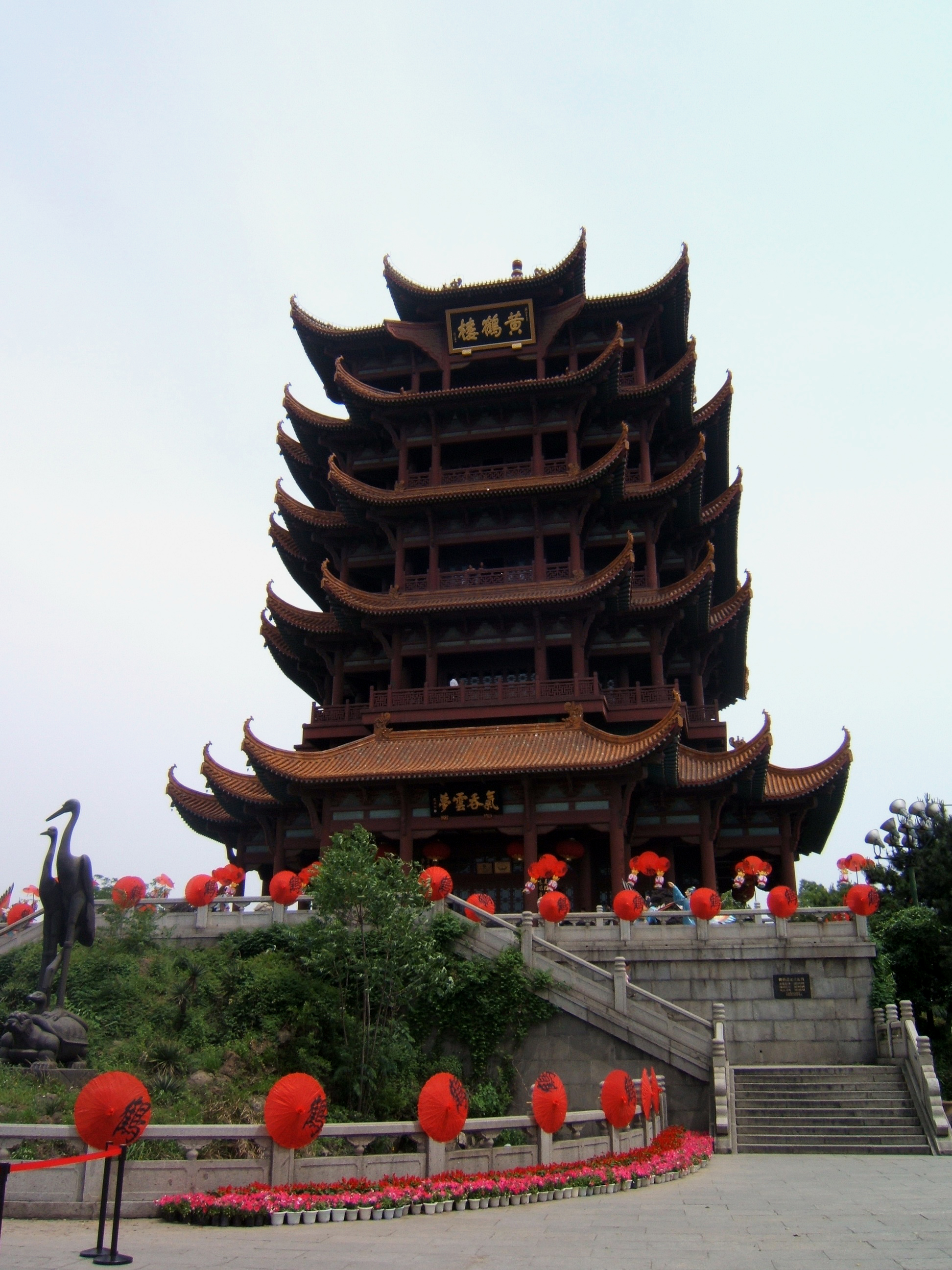
Ảnh chụp năm 2006

Bấy lâu nay, chữ 去, ta vẫn hay đọc với thanh Trắc (dấu sắc). Có nhiều người đã cho là một bài thơ luật Đường 'phá thể', hoặc 'lạc vận'...Lại có nhiều người cố dịch ra quốc ngữ (abc) bằng cách dùng thinh trắc ở câu Phá (câu thứ nhất).
Chữ 去, thời của Thôi Hiệu, hay vùng miền của ông có khi đọc ra la "Hôi", hoặc "Khu". Trong Hán Việt Từ điển - Thiều Chửu, cũng cho biết như thế:
Tích nhân dĩ thừa hoàng hạc khu/khâu
Thử địa không dư hoàng hạc lâu.

## Các bản dịch

### Tiếng Việt
Cho đến nay tại Việt Nam đã có nhiều người dịch Hoàng Hạc lâu ra tiếng Việt. Tản Đà là một trong những người dịch đầu tiên và tài năng của ông đã giúp cho bài thơ trở nên quen thuộc với người Việt Nam. Ngoài ra, có thể kể đến những bản dịch của Trần Trọng Kim, Trần Trọng San, Ngô Tất Tố, Vũ Hoàng Chương...
| Bản dịch của Tản Đà Hạc vàng ai cưỡi đi đâu? Mà đây Hoàng Hạc riêng lầu còn trơ Hạc vàng đi mất từ xưa Nghìn năm mây trắng bây giờ còn bay Hán Dương sông tạnh cây bày Bãi xa Anh Vũ xanh dày cỏ non Quê hương khuất bóng hoàng hôn Trên sông khói sóng cho buồn lòng ai | Bản dịch của Ngô Tất Tố Người xưa cưỡi hạc đã cao bay Lầu hạc còn suông với chốn này Một vắng hạc vàng xa lánh hẳn Nghìn năm mây bạc vẩn vơ bay Vàng gieo bến Hán, ngàn cây hửng Xanh ngát châu Anh, lớp cỏ dày Hoàng hôn về đó quê đâu tá? Khói sóng trên sông não dạ người. |